# Brevicornu amplum
Brevicornu amplum är en tvåvingeart som beskrevs av Blagoderov 1992. Brevicornu amplum ingår i släktet Brevicornu och familjen svampmyggor. Inga underarter finns listade i Catalogue of Life.